# Nationaal Songfestival 1974
Het Nationaal Songfestival 1974 was de Nederlandse voorronde voor het Eurovisiesongfestival van dat jaar. Het werd gehouden op 27 februari in de Jaarbeurs in Utrecht. De show werd gepresenteerd door Willem Duys.
Net als in 1972 en 1973 werd voor een finale gekozen met één intern gekozen kandidaat, die verschillende nummers bracht. In 1974 waren Mouth & MacNeal de uitverkorenen. Zij zongen drie nummers, waarna een jury het oordeel velde. Ik zie een ster werd gekozen als het winnende liedje. Voor het Eurovisiesongfestival werd een Engelstalige vertaling gemaakt: I see a star. Mouth & MacNeal eindigden op het songfestival op de derde plaats met 15 punten. Hiermee is het tot op heden een van de beste Nederlandse resultaten in de songfestivalgeschiedenis.

## Score
| Plaats | Titel                  | Punten |
| ------ | ---------------------- | ------ |
| 1      | Ik zie een ster        | 79     |
| 2      | Liefste                | 19     |
| 3      | Zoals de oudjes zongen | 12     |

1956 · 1957 · 1958 · 1959 · 1960 · 1961 · 1962 · 1963 · 1964 · 1965 · 1966 · 1967 · 1968 · 1969 · 1970 · 1971 · 1972 · 1973 · 1974 · 1975 · 1976 · 1977 · 1978 · 1979 · 1980 · 1981 · 1982 · 1983 · 1984 · 1986 · 1987 · 1988 · 1989 · 1990 · 1992 · 1993 · 1994 · 1996 · 1997 · 1998 · 1999 · 2000 · 2001 · 2003 · 2004 · 2005 · 2006 · 2007 · 2008 · 2009 · 2010 · 2011 · 2012